# Knicks (Geste)

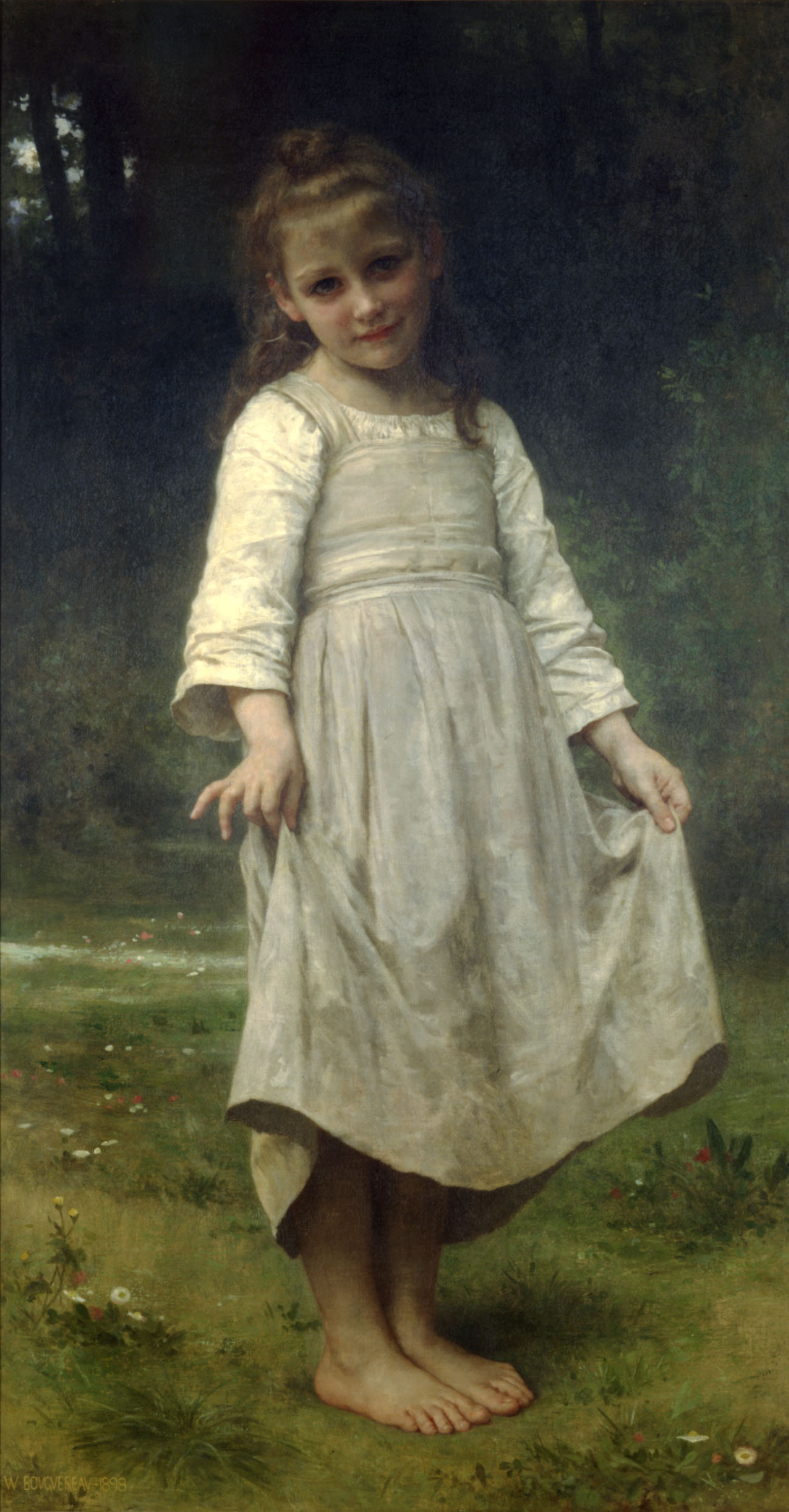
Darstellung des Knickses
Gemälde La révérence
von William Adolphe Bouguereau

Der Knicks, also das leichte Einknicken beider Knie, ist eine ritualisierte Geste, die einer anderen, meist ranghöheren Person Achtung oder Verehrung bedeuten soll. Nach den Regeln der Etikette knicksen im Allgemeinen nur Mädchen und Frauen; die dem Knicks entsprechende männliche Handlung ist der „Diener“.

## Geschichte und Verbreitung
Seinen Ursprung hat der Knicks wohl in der antiken Praxis, als Zeichen der Hochachtung vor jemandem auf die Knie zu fallen (so bei Homer und Apuleius bezeugt). Die daraus abgeleitete Höflichkeitsform des Knickses ist auf weibliche Personen beschränkt.
Knicks und „Diener“ gehören zum europaweit verbreiteten klassischen Repertoire der zeremoniellen Höflichkeitsetikette. Noch bis in die 1960er Jahre hinein waren sie in Deutschland und Österreich auch im Bürgertum verbreitet üblich. Während sich der „Diener“ in der abgeschwächten Form als Verbeugung erhalten hat, kommt gegenwärtig der Knicks in der Breite der westlichen Gesellschaft selten vor, etwa indem kleine Mädchen gegenüber Erwachsenen knicksen.

## Varianten
Zur Blütezeit der höfischen Kultur im 16. und 17. Jahrhundert unterschied man in Europa den Knicks „en avant“ (beim Eintreten), „en passant“ (im Vorbeigehen) und „en arrière“ (beim Verabschieden).
Neben dem bloßen Beugen der Knie nach vorne (im Grunde eine angedeutete Kniebeuge) gibt es auch die Variante des nach vorne gebeugten rechten Knies in Kombination mit einem hinter den rechten Fuß gesetzten linken Fuß, wobei der linke Fußrücken oder die Schuhspitze den Boden berührt, und dabei nach vorne oder nach außen gebeugtem linken Knie. Dabei wird der Rücken gerade gehalten. Zur Betonung dieser Geste kann gegebenenfalls mit einer oder beiden Händen der Rock oder das Kleid leicht angehoben werden. Je nach Kulturkreis findet der Knicks auch vor oder während des Schüttelns der Hand als Zeichen der Begrüßung oder Verabschiedung statt.

## Der Knicks heute
In hochadeligen Kreisen wird der Knicks (als „Hofknicks“) noch gegenüber Höherrangigen vollzogen. Auch ist der Knicks gelegentlich bei nicht-adeligen Frauen zu sehen, wenn diese mit Vertretern des Hochadels zusammentreffen, beispielsweise gegenüber Mitgliedern der britischen Königsfamilie. Bis 2003 wurde von den weiblichen Spielern bei der Siegerehrung der Wimbledon Championships erwartet, vor der königlichen Loge zu knicksen, heutzutage liegt es im Ermessen der Spielerinnen. Ebenso existiert der Knicks bei Frauen nach wie vor im kirchlichen Milieu gegenüber Geistlichen, wobei dort mitunter auch Männer statt des Dieners einen (angedeuteten) Kniefall vollziehen, beispielsweise gegenüber dem Papst, dann meist verbunden mit dem Kuss des Fischerrings.
Seit einigen Jahren lassen sich häufiger gelegentliche Wiederaufnahmen des Knickses beobachten, etwa bei (Schul-)Theateraufführungen beim Schlussapplaus oder bei Bällen, bei denen der Knicks von jungen Frauen wieder mehr akzeptiert wird.
Nach wie vor üblich ist der Knicks in asiatischen Gesellschaften (besonders Südkorea und Japan). Studentinnen zum Beispiel praktizieren ihrem Dozenten gegenüber den Knicks, während ihre männlichen Kommilitonen sich explizit verbeugen (anstelle des Handschlags). In Malaysia, Indonesien und Thailand, aber auch in der Türkei ist der Knicks in besonderen Situationen mit einem Handkuss verbunden, der Ehrerbietung und Dankbarkeit ausdrücken soll.

## Trivia
Für Aufregung sorgte der Knicks, den die damalige Außenministerin der Republik Österreich Karin Kneissl 2018 bei ihrer Hochzeit vor dem russischen Präsidenten Wladimir Putin nach einem Tanz ehrerbietig als formelle Dankabstattung machte. (siehe auch dort)

## Bildergalerie

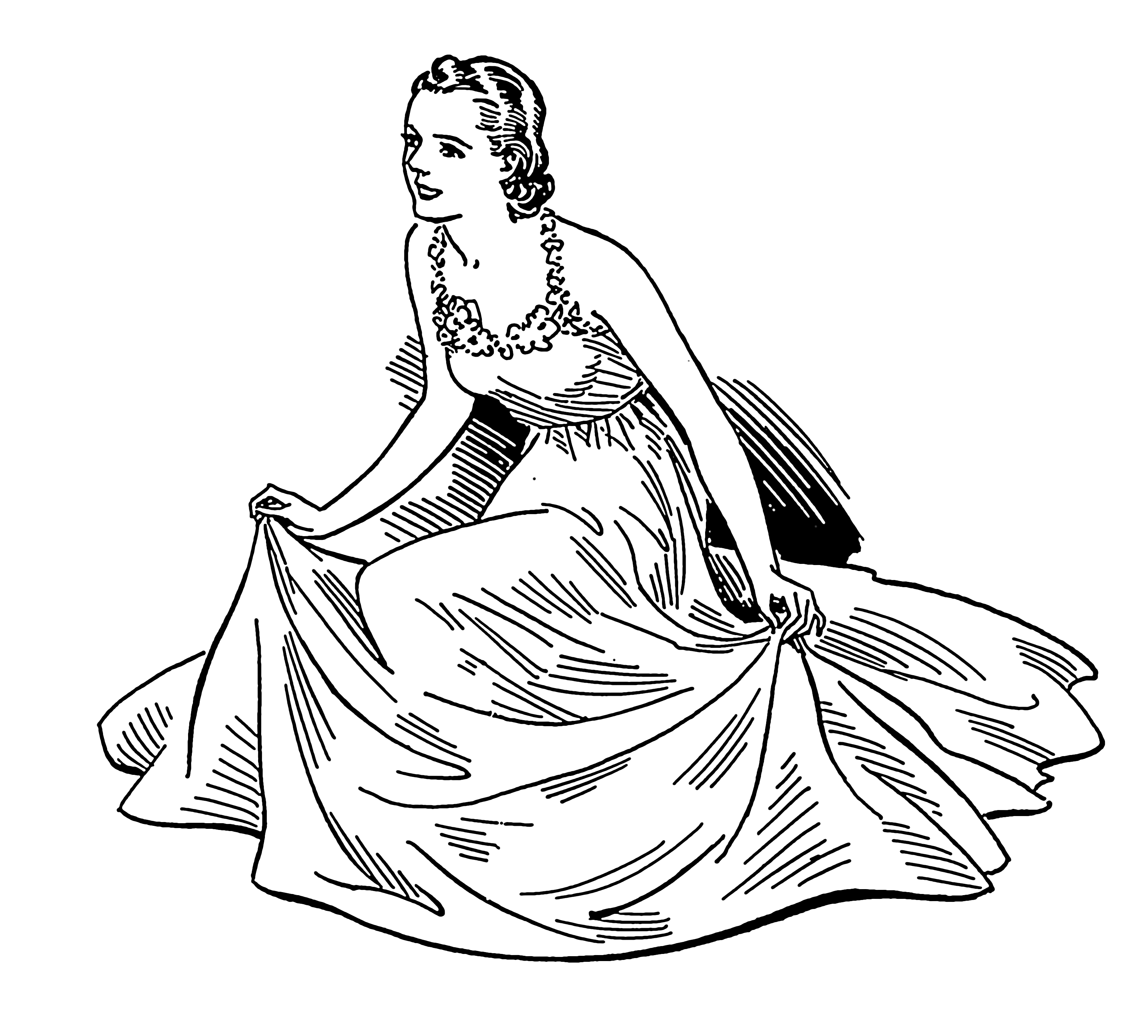
Tiefer Knicks mit Anheben des Kleides
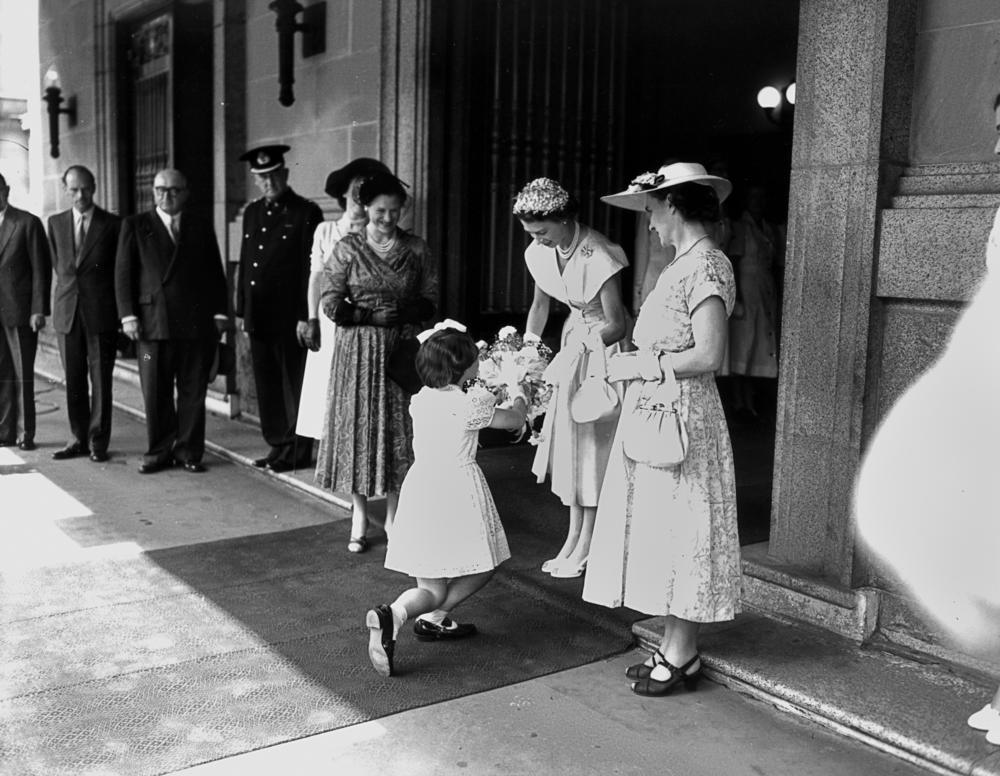
Mädchen knickst vor Elisabeth II. in Brisbane (1954)
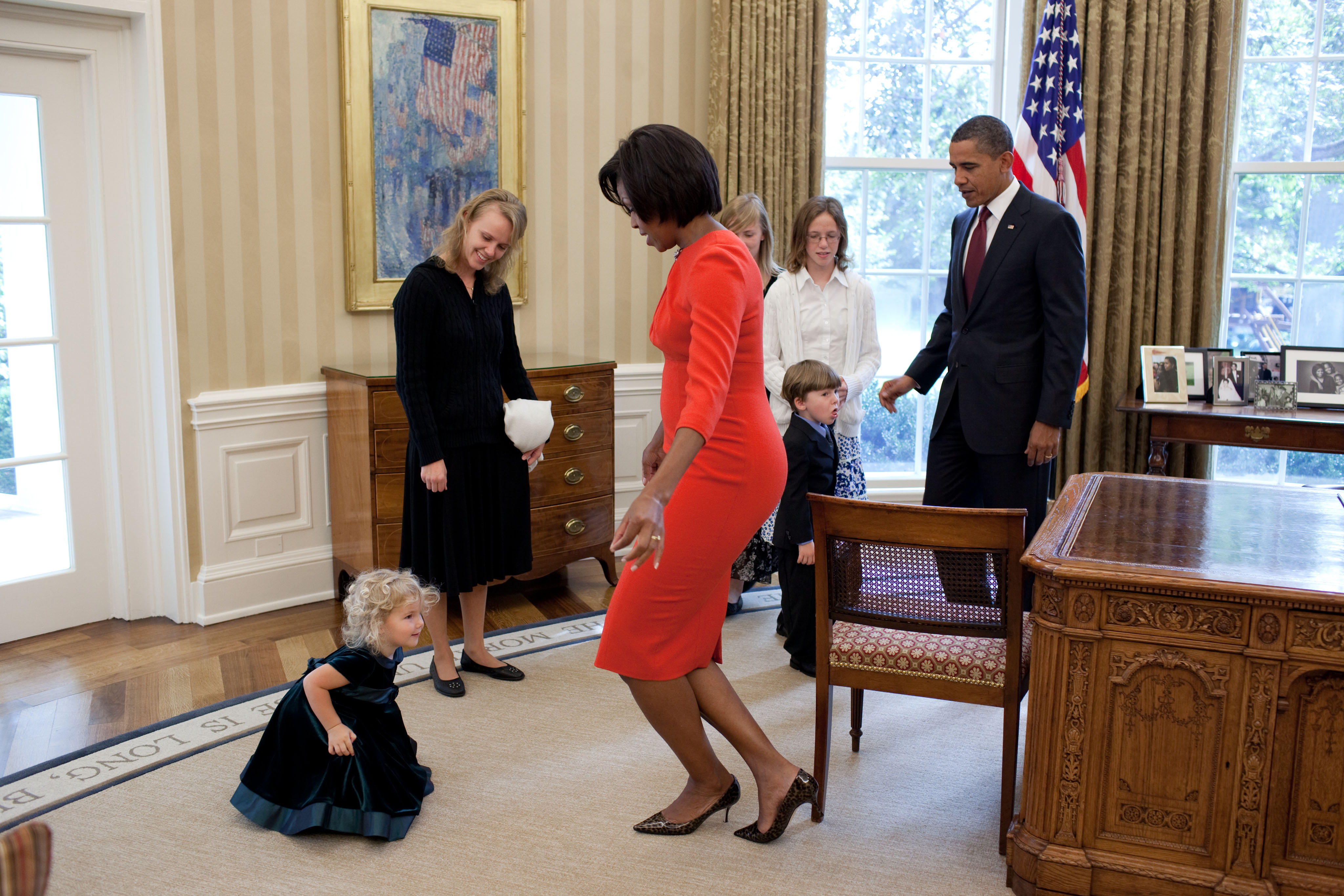
Michelle Obama übt scherzhaft das Knicksen (2010)
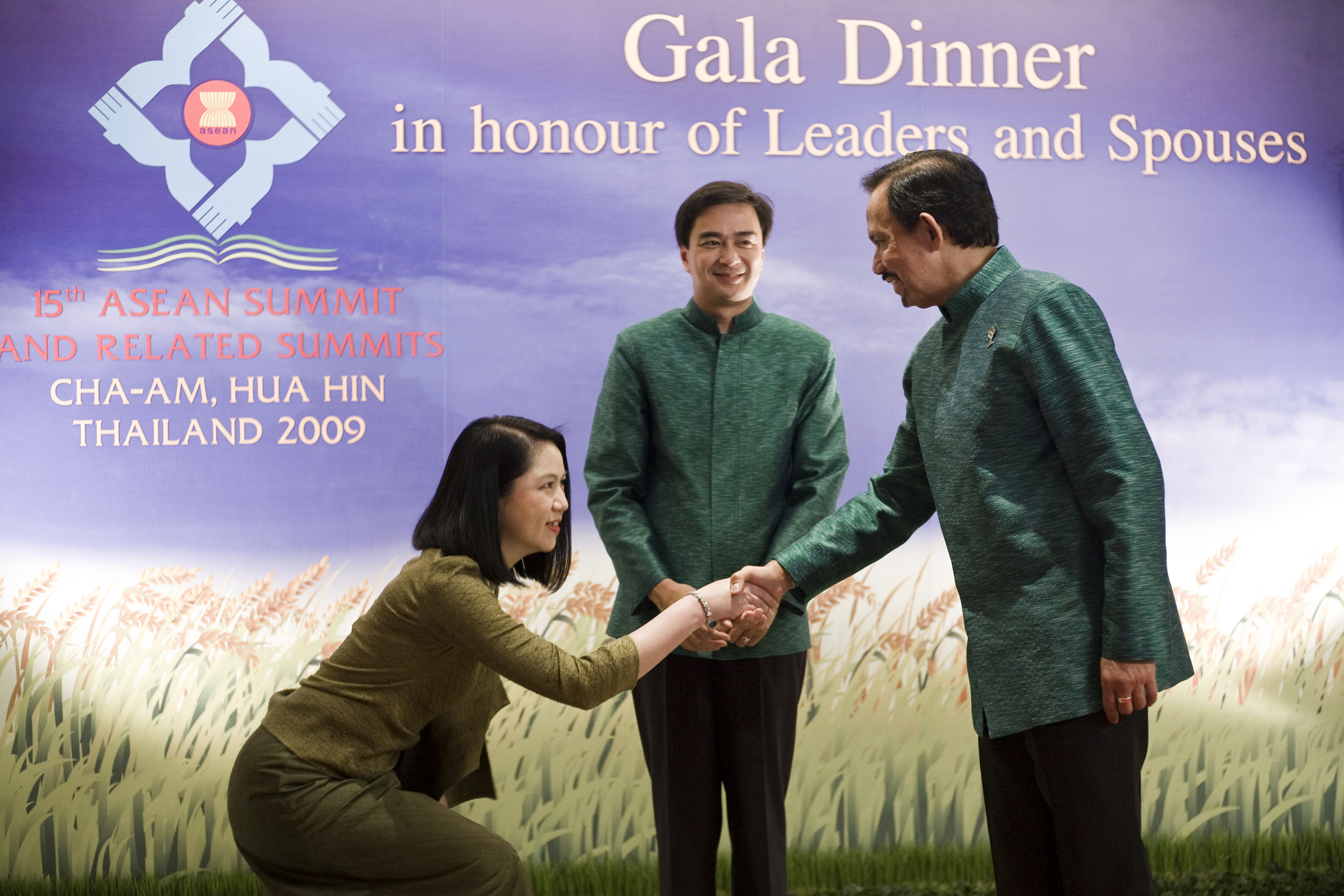
Die Ehefrau des damaligen thailändischen Premierministers Abhisit Vejjajiva (Mitte) knickst vor Hassanal Bolkiah (2009)
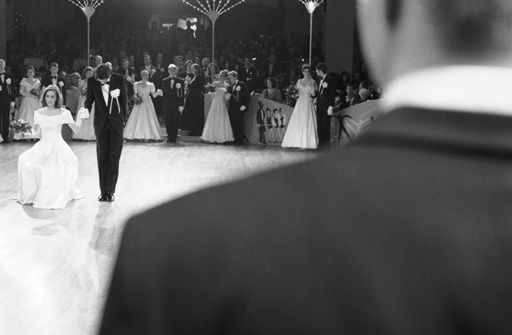
Frauen machen einen Knicks, Herren einen Diener. (Chrysanthemenball in München 1996)
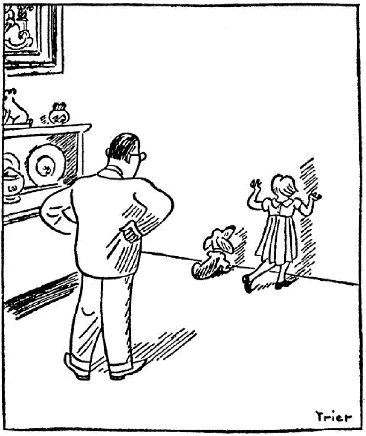
Pünktchen und der Dackel Piefke üben zu Hause den Knicks und die bettelnde Ansprache von Passanten, ihr Vater versteht nicht, was da vor sich geht (1931)